# Rue Saint-Séverin
Ne doit pas être confondu avec Rue Saint-Séverin (Liège).
La rue Saint-Séverin est une voie ancienne du 5e arrondissement de Paris.

## Situation et accès

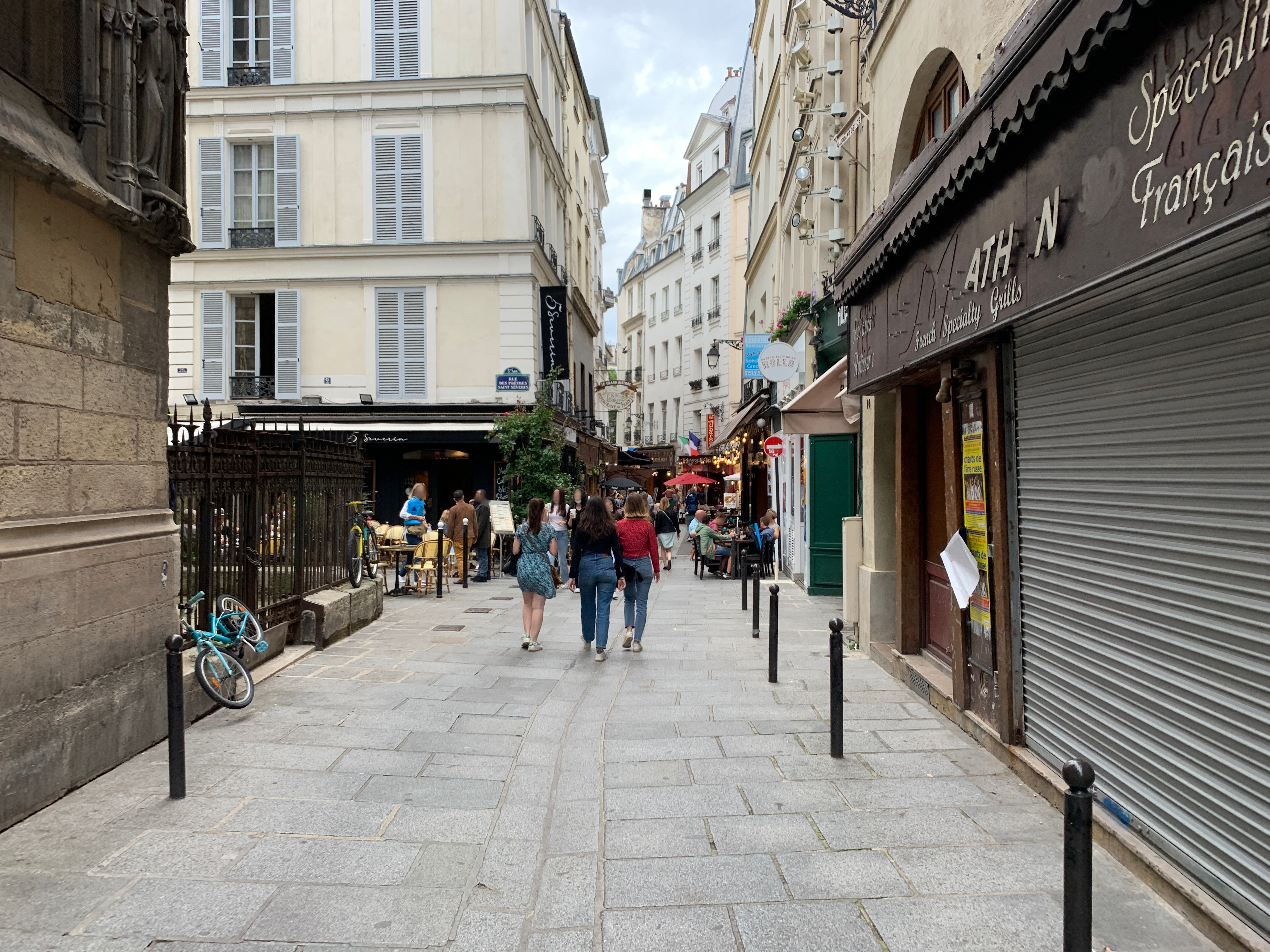
La rue Saint-Séverin en 2021.

## Origine du nom
Elle doit son nom au fait qu’elle longe l’église Saint-Séverin.

## Historique
Elle fut élargie en 1678 sous Louis XIV.
Vers 1280-1300, elle est citée dans Le Dit des rues de Paris, par Guillot de Paris, sous la forme « rue Saint-Sevring ».
Au XIVe siècle, la quasi-totalité de la rue appartenait au Chapitre de Notre-Dame de Paris.
Elle est citée sous le nom de « rue Saint Séverin » dans un manuscrit de 1636.
La partie comprise entre la rue de la Harpe et la rue Saint-Jacques est l’une des plus anciennes voies de Paris. Elle a été appelée « rue Colin-Pochet » au XVIe siècle. La rue est prolongée jusqu'au boulevard Saint-Michel dans les années 1850 à l'emplacement de la rue Mâcon.
La rue est la plus ancienne rue piétonne de Paris fermée à la circulation en 1972.

## Bâtiments remarquables et lieux de mémoire
- En 1726 se trouvait dans cette rue un libraire-imprimeur du nom d'Alexis Xavier René Mesnier à l'enseigne au Soleil d'Or, il avait également boutique au palais, grande salle[5].
- Au début de la rue, à l'angle de la rue Saint-Jacques, se trouvait autrefois la fontaine Saint-Séverin, construite en 1625 par le sculpteur Augustin Guillain, puis refaite à l'identique par Jean Beausire en 1685.
- No 4 : maison ancienne dont l'inscription du nom de la rue « Saint » fut grattée à la Révolution.
- No 4 bis : l'inscription gravée à la droite de l'entrée mentionne qu'il s'agit de l'ex-cul-de-sac « Salembrière » (ou « Sallembrière » actuellement impasse Salembrière comme indiqué par l'inscription figurant sur le mur), datant de la première moitié du XIIIe siècle, sous le règne de Louis IX, et portait alors le nom de « Saille-en-Bien » (« Vicus salientis in bonum »). À cette époque, elle était maintenue fermée par une grille.

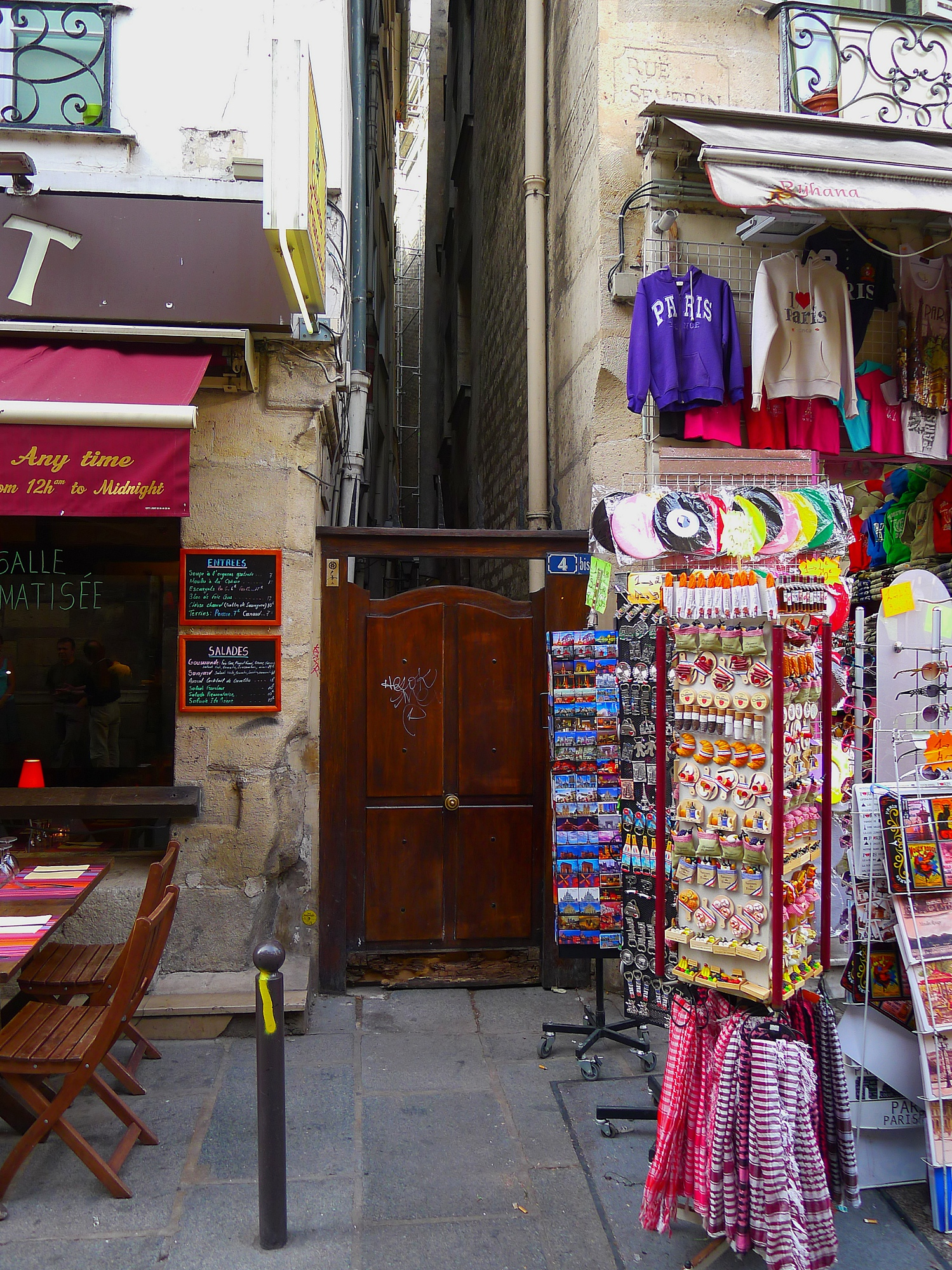
Le no 4 bis est aujourd'hui fermé par une porte.
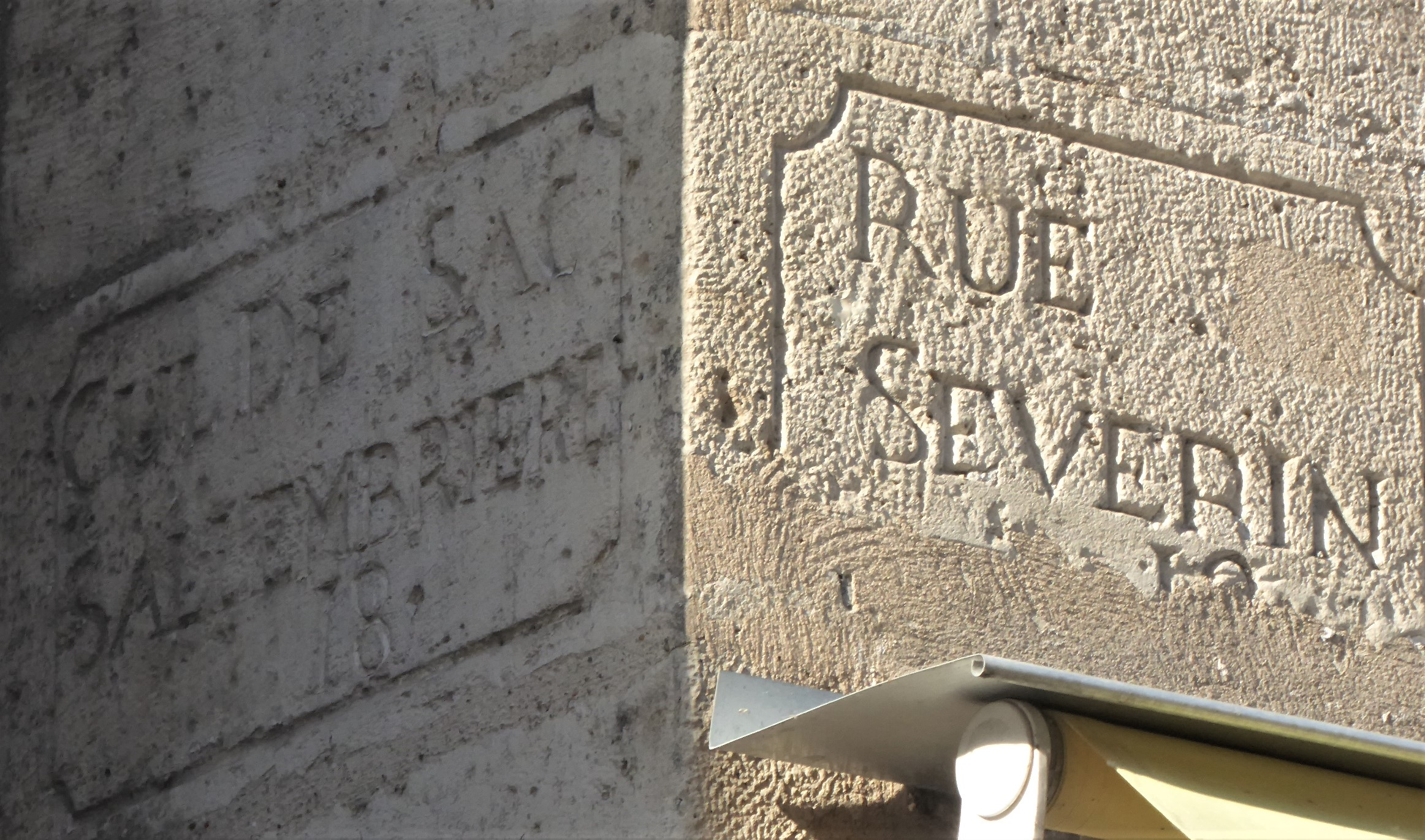
Inscriptions « Cul-de-sac Salembrière » et « rue Séverin ».

- No 7 : maison du XVIIIe siècle. Dans les caves voûtées, se trouve le dancing Le Saint. Ancien siège de la maison d'édition Olympia Press et du cabaret La Grande Séverine (1959-1964).
- No 8 : porte basse et étroite datant du XVIe siècle donnant sur une petite impasse.
- Nos 9-11 : maisons du XVIIIe siècle.
- No 12 : domicile de l’abbé Prévost, vers 1750[6].
- No 13 : emplacement d'une auberge à l'enseigne du Cheval Blanc au XIVe siècle. Sur la façade, au premier étage, une enseigne du XVIIIe siècle, Au signe de la Croix, représente un cygne enroulant son cou autour d'une croix. La boutique de Claude Valentin, libraire-imprimeur y était installée.

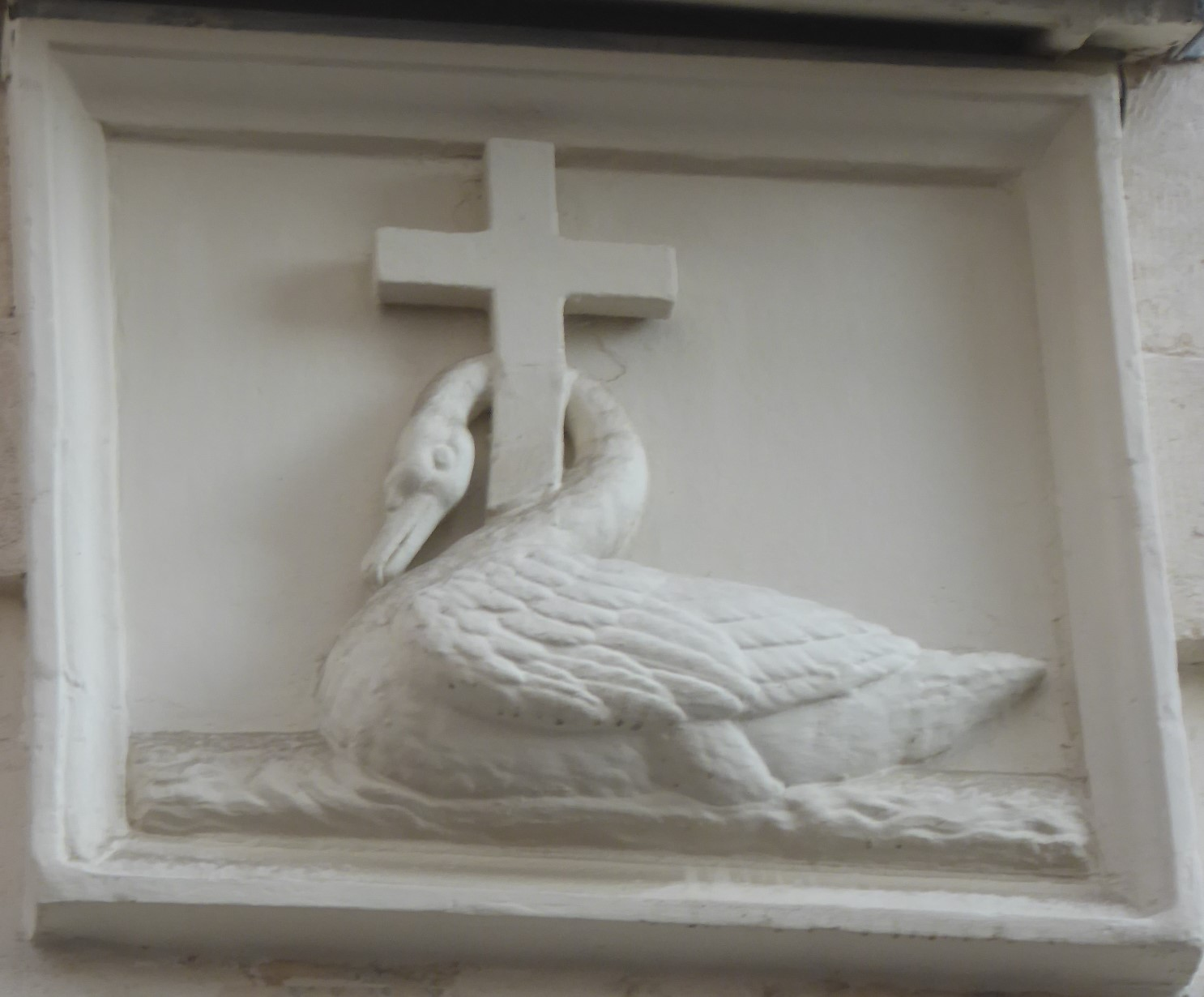
Enseigne Au signe de la Croix.
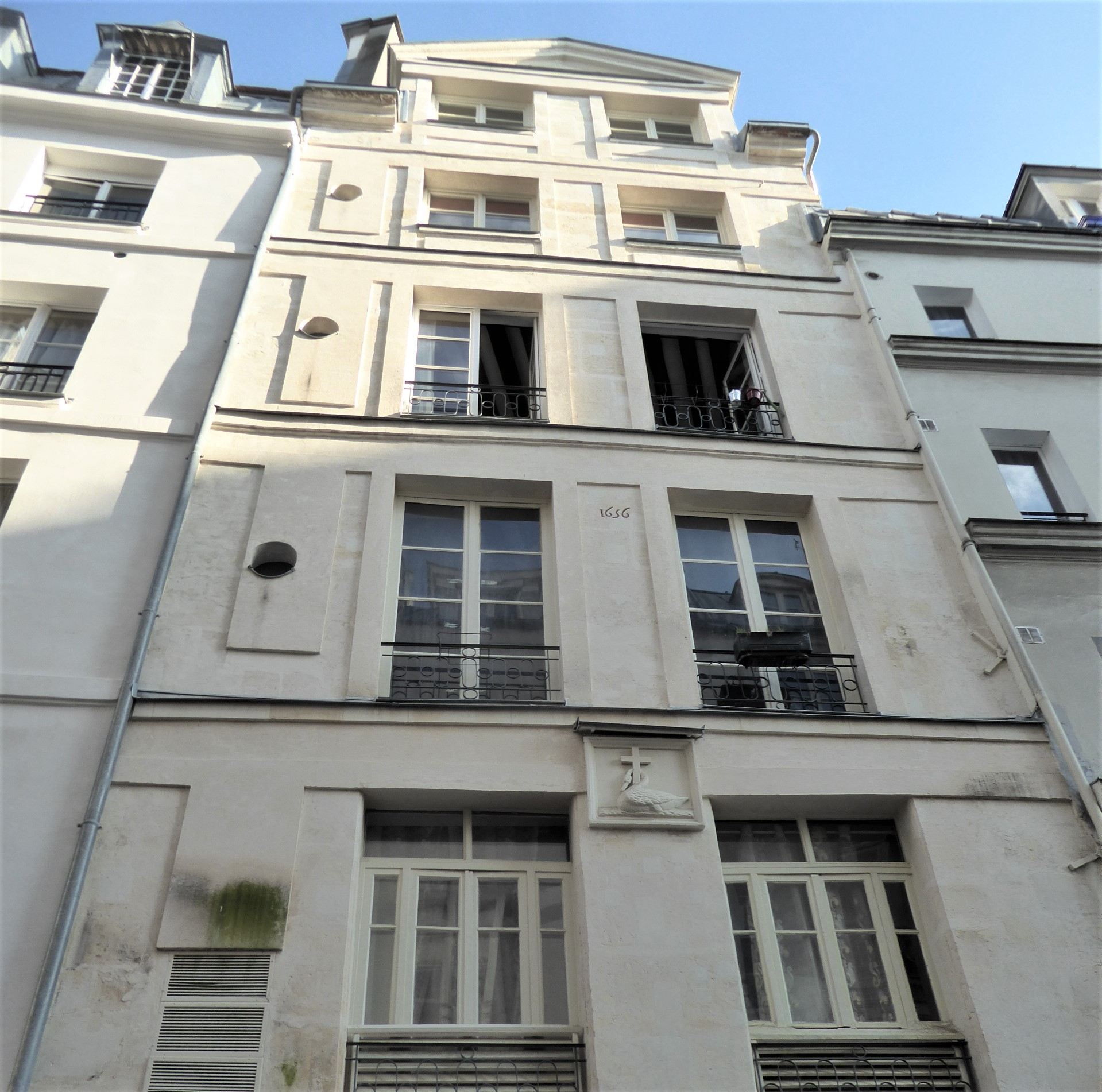
Maison du no 13.

- No 16 : emplacement jusqu'en 1973 de la librairie Le Pont traversé, fondée par l'écrivain et poète Marcel Béalu.
- No 20 : anciennes maisons ayant abrité des auberges et des rôtisseries.
- No 22 : cette maison fait partie des plus étroites de Paris, avec deux fenêtres par étage. Logement hypothétique de l'abbé Antoine François Prévost, auteur de Manon Lescaut.
- No 24 : maison Viault construite en 1768 pour Simon Viault, gentilhomme de Louis-Philippe d'Orléans. Une plaque du XVIIIe siècle de la compagnie d'assurance est visible sur la façade.

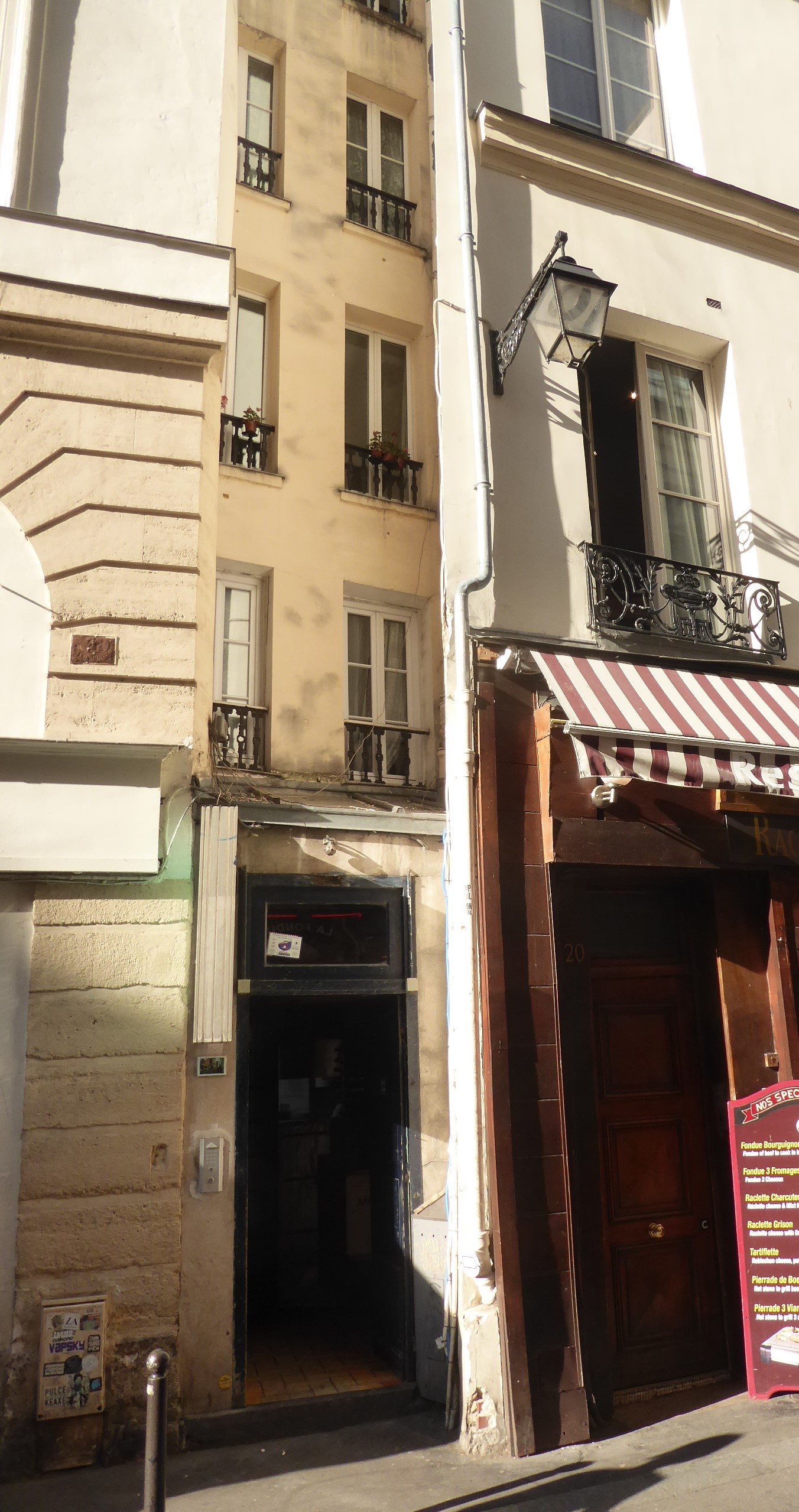
No 22.
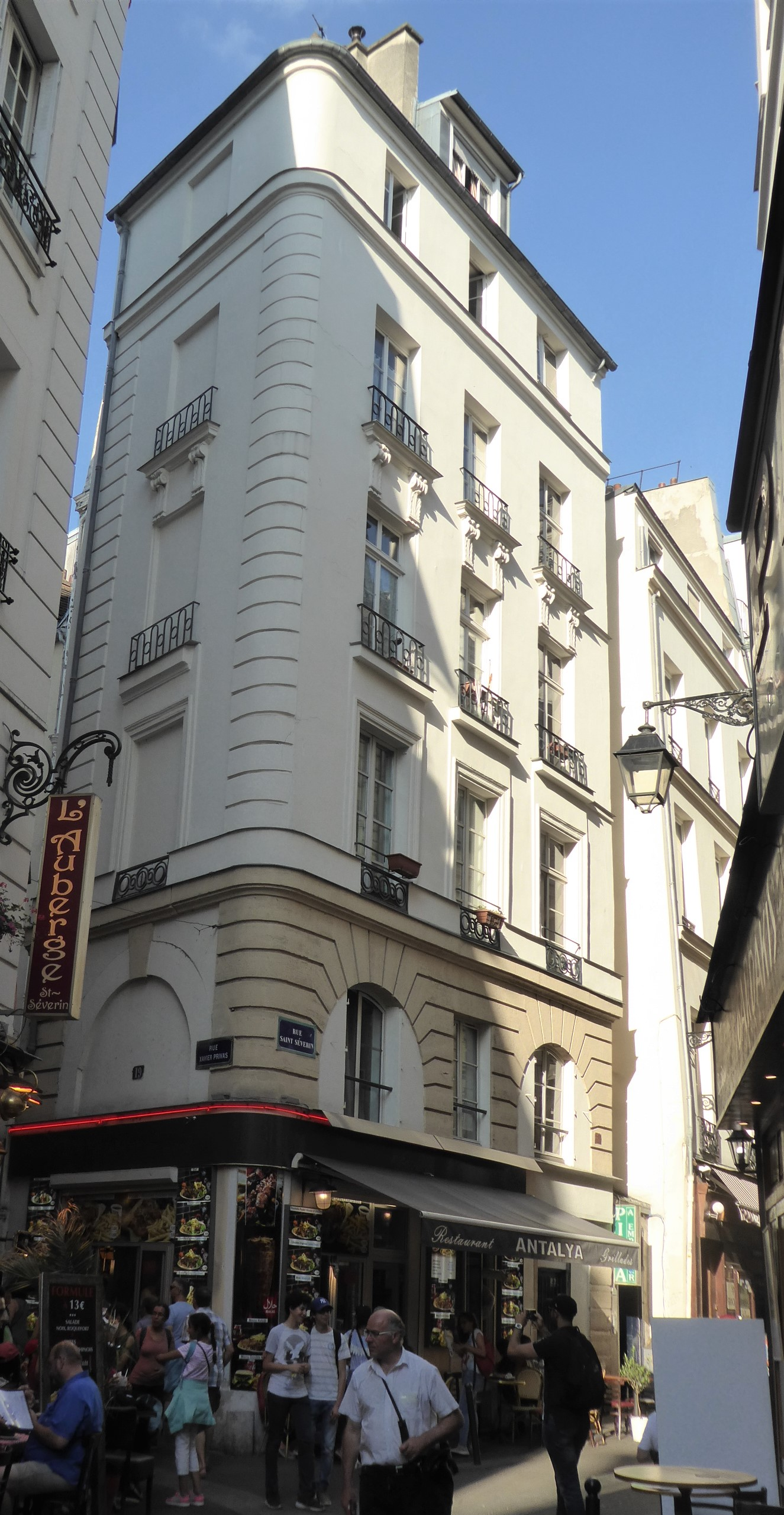
Maison Viault, au no 24.
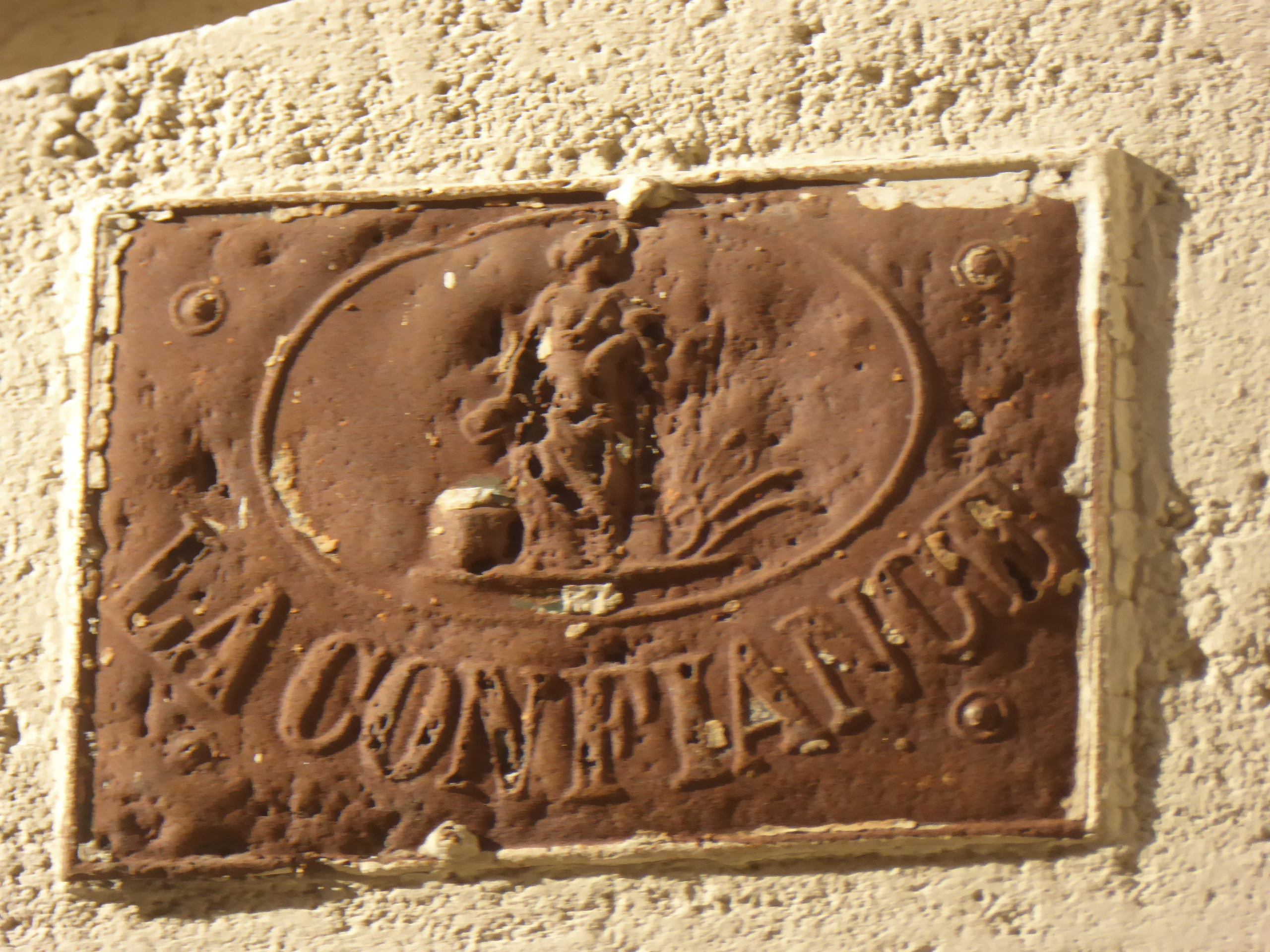
Plaque d'assurance de La Confiance (XVIIIe siècle).

- No 26 : inscription ancienne du patronyme de la rue dont les lettres « Saint » furent grattées pendant la Révolution.
- No 34 : hôtel particulier de la fin du XVIIe siècle, porte cochère à deux battants avec une boutique à droite, deux fenêtres sur trois étages plus combles, cour pavée avec sculptures, escalier à droite avec rampe en fer forgé, poutres apparentes et mascarons.
- No 36 : maison existant déjà en 1660, il y avait en ces lieux une auberge à l'enseigne de L'Étoile.
- No 40 : emplacement de la librairie La joie de lire, créée par François Maspero. Avant l’ouverture de la Fnac, en 1974, c’était la librairie la plus importante de Paris[7].

### Emplacements non définis
- En 1743, adresse du libraire-imprimeur Vincent[8].